# ليز كلوكيه

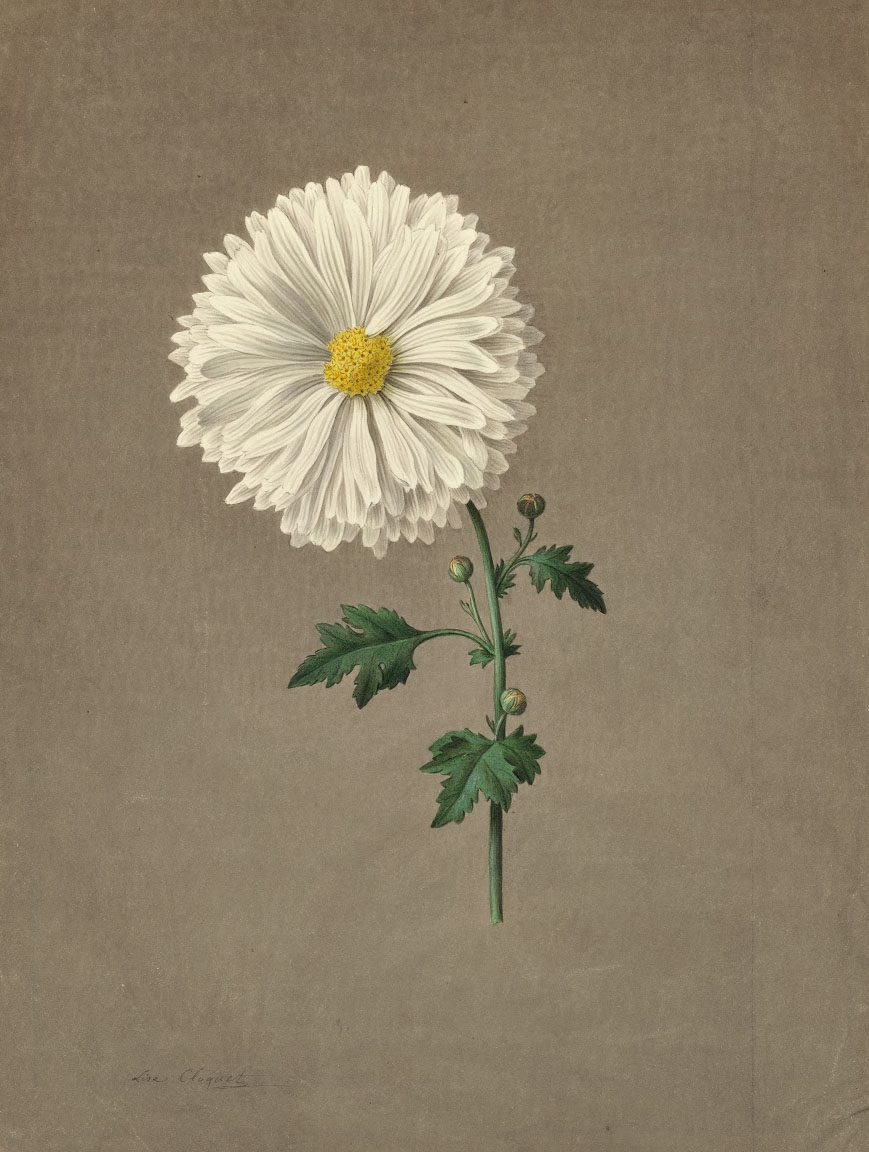
الأمهات ، أقحوان1820

ليز كلوكيه (بالفرنسية: Lise Cloquet)‏ (المعروفة أيضًا باسم آن لويز كلوكيه ؛ 1788 (باريس) - 30 أكتوبر 1860 (باريس))    رسامة نباتية فرنسية.
تعلمت كلوكيه الرسم على يد والدها  وتأثرت بالرسام النباتي بيير جوزيف ريدوتي . 
اثنين وثلاثين من أعمالها ، بما في ذلك واحدة من الأقحوان الأبيض ، من عام 1820 موجودة حاليًا في مؤسسة أوك سبرينج جاردن في أوبرفيل ، فيرجينيا .  

## عائلة
كان والدها ، جان بابتيست أنطوان كلوكيه ، رسامًا ونقاشًا.  و كان شقيقها ، جول كلوكيت ، طبيباً. 